# قوس عانية
قوس عانية (بالإنجليزية: Pubic arch)‏، وتُدعي أيضاً القَوسُ الإِسْكِيَّةُ العانِيَّة وهي جزء من عظام الحوض. تتشكل عن طريق التقاء الفرع السفلي من عظم الإسك وعظم العانة من الجهة الأخرى، أسفل الإرتفاق العاني. وتُسمى زاوية التقائهما بـ الزَّاوِيَةُ تَحْتَ العانِيَّة.

## الأهمية السريرية

### الزاوية تحت العانية
الزاوية تحت العانية مهمة في الانثربولوجيا الطبية الشرعية في تحديد جنس شخص ما من بقايا هيكله العظمي. يشير مقياس الزاوية 50-80 إلى الذكور بينما 90 للإناث. وفي مصادر أخرى من 50-60 للذكور و 70-90 للإناث. المرأة لديها الوركين أوسع، وبالتالي زاوية تحت العانية أكبر، من أجل السماح لولادة الطفل بشكل طبيعي.

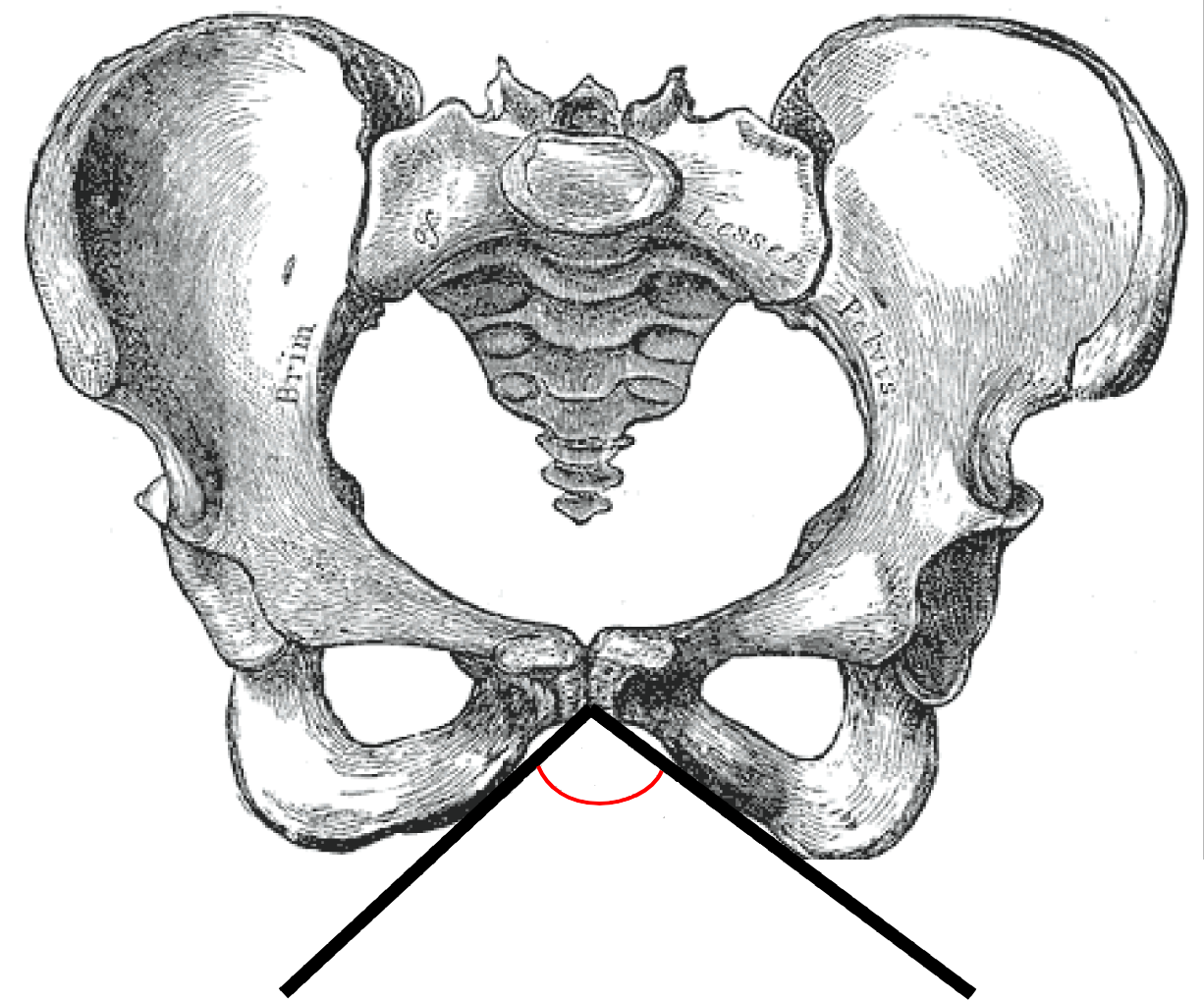
الزاوية تحت العانية للإناث
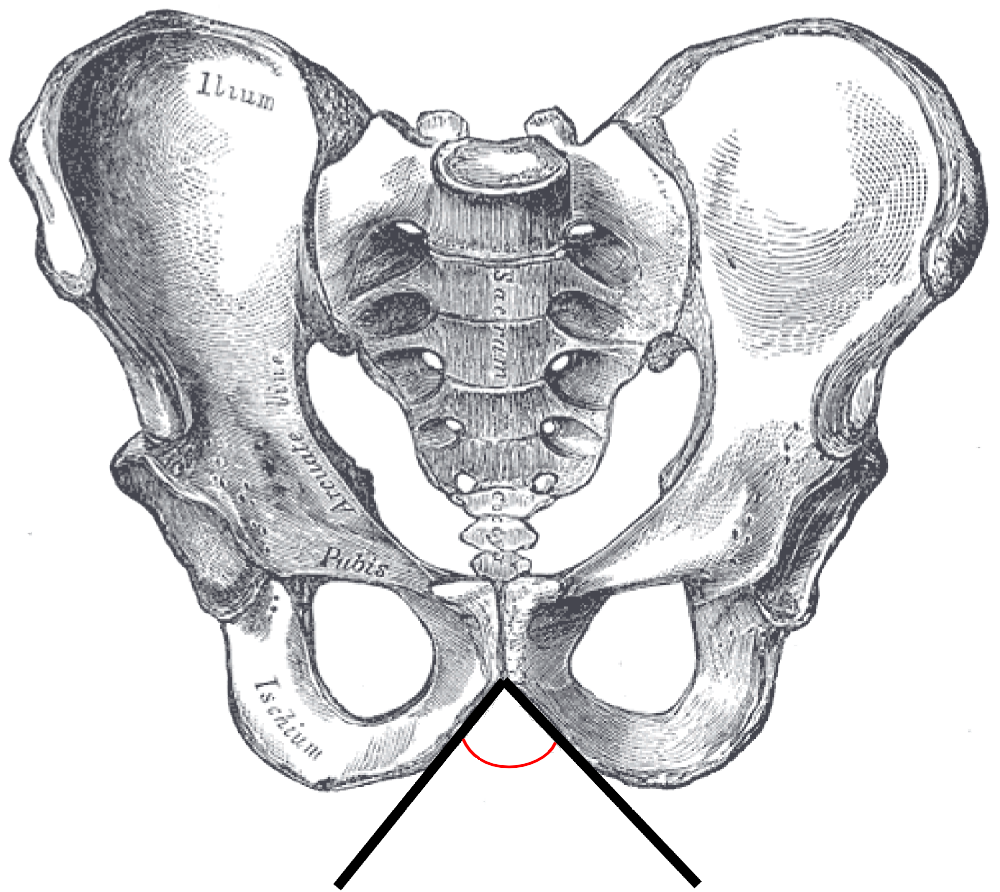
الزاوية تحت العانية للذكور